# Лиза Липпс
Лиза Липпс (англ. Lisa Lipps, наст. имя — Лесли Годфри (англ. Leslie Godfrey); род. 22 октября 1966 года, Чикаго, Иллинойс, США) — порноактриса и танцовщица эротических танцев.
Липпс известна своей большой грудью, в которой находятся грудные имплантаты. Благодаря большому бюсту она появлялась в многочисленных видео, а также журналах. Свою первую операцию по увеличению груди осуществила в возрасте в 19 лет.
Лиза Липпс выступила в передачи Шоу Джерри Спрингера в 1997 году и на шоу Говарда Стерна в 1998 году.
С 2006 года проживает в Лас-Вегасе, штат Невада, а с начала 2008 года была представлена агентством LA Direct Models.

## Интересные факты
- Согласно данным сайта Internet Adult Film Database, актриса снялась в более чем 60 фильмах для взрослых.
- Начала сниматься в порнофильмах с 25-летнего возраста, снималась в период с 1991 по 2008 годы.
- Знак зодиака весы.
- Имеет татуировку красных губ на ягодицах.